# PZL P.24

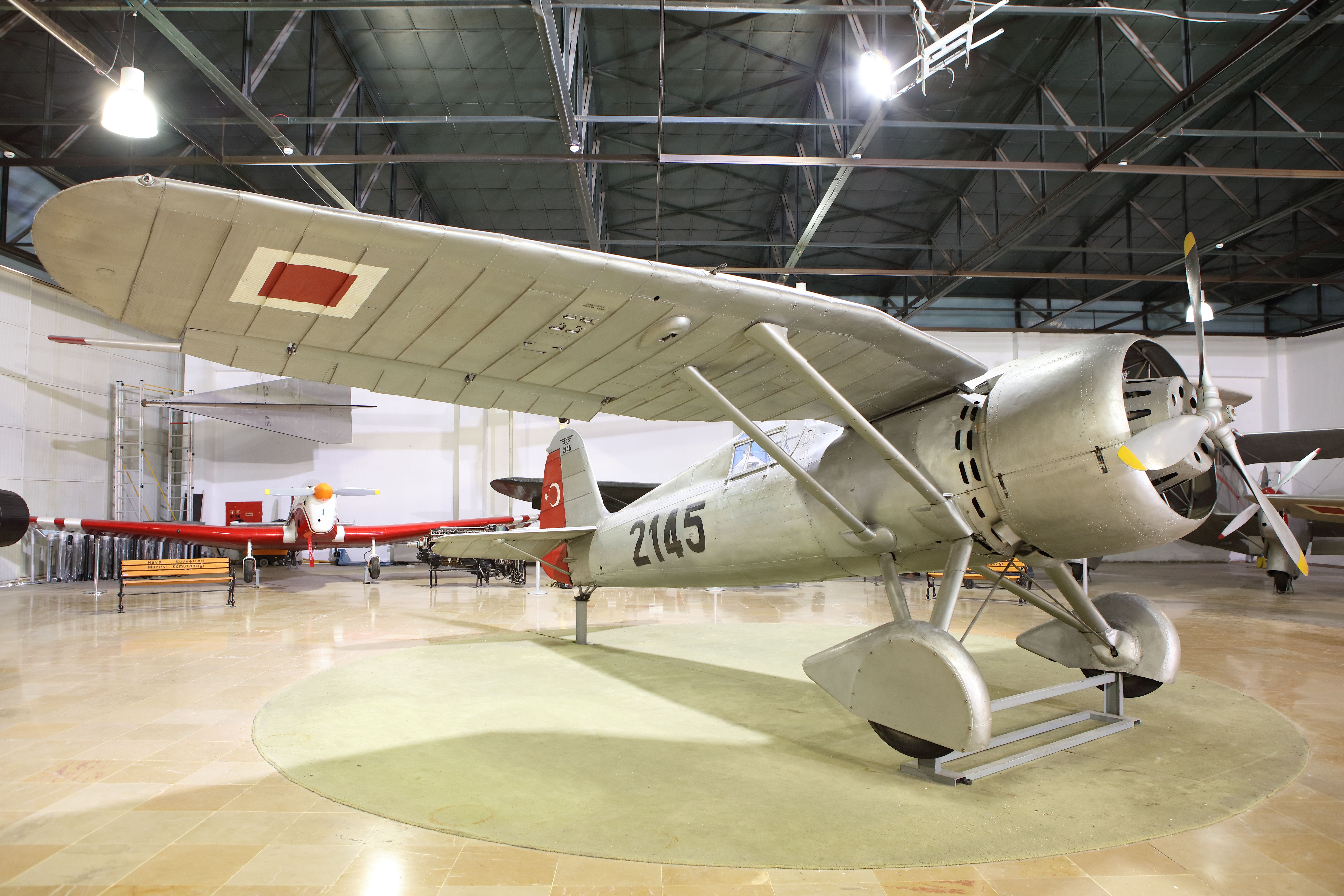
PZL P.24 В Турции

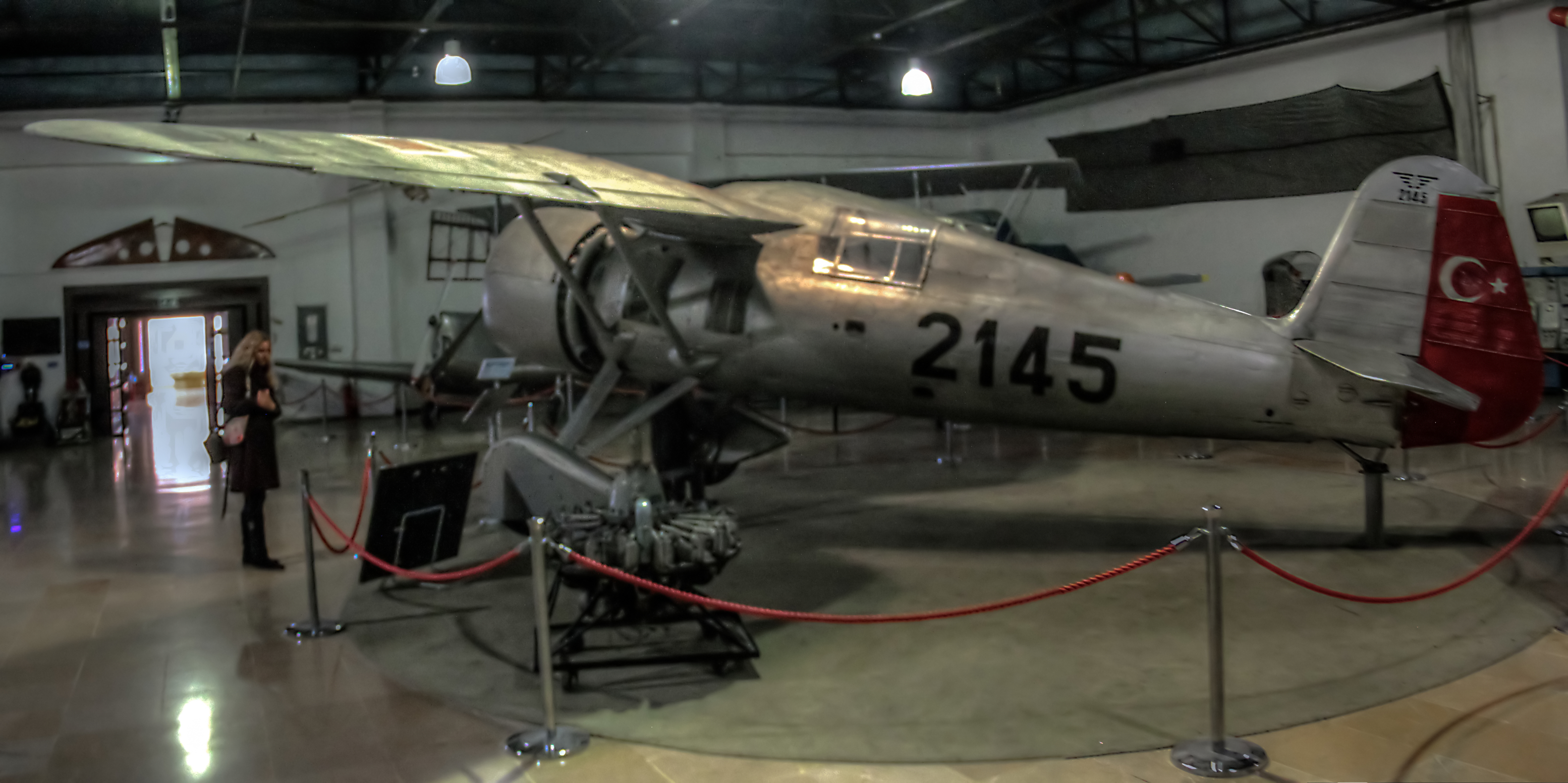
PZL P.24

Схема PZL P.24

ПЗЛ П-24 (пол. PZL P.24) — польский одноместный истребитель периода Второй мировой войны, стоявший на вооружении Греции, Румынии, Болгарии и Турции. Представлял собой цельнометаллический подкосный моноплан с высокорасположенным крылом типа «чайка», закрытой кабиной и неубирающимся шасси. Являлся экспортным вариантом истребителя PZL P.11 с двигателем Gnome-Rhone 14K, поскольку двигатель Mercury, устанавливавшийся на P.11, производился по английской лицензии, не допускавшей производства на экспорт. Спроектирован в КБ PZL под руководством Всеволода Якимука. Опытный Р.24/I совершил первый полет в мае 1933 года. Серийное производство начато в августе 1936 года. Строился на заводах PZL в Океце, по лицензии на заводе IAR в Брашове (Румыния), а также в Турции на заводе TFK. В Румынии на его базе спроектирован и построен истребитель IAR-80

## Тактико-технические характеристики
Технические характеристики
- Экипаж: 1
- Длина: 7.6 м
- Размах крыла: 10.7 м
- Высота: 2.7 м
- Масса пустого: 1332 кг
- Нормальная взлётная масса: 2000 кг
- Силовая установка: 1 × 14-цилиндровый двухрядный ПД Gnome-Rhone 14N.07
- Мощность двигателей: 1 × 970 л. с.

Лётные характеристики
- Максимальная скорость: 430 км/ч
- Крейсерская скорость: 350 км/ч
- Практический потолок: 10 500 м
- Скороподъёмность: 885 м/мин

Вооружение
- Стрелково-пушечное: две 20-мм пушки Oerlikon FF и два 7,7 мм пулемета

## Варианты

### Прототипы
PZL P.24/I - двигатель Gnôme-Rhône 14Kds, вооружение - два пулемета Vickers. Первый полет в 1933 году.
PZL P.24/II - двигатель Gnôme-Rhône 14Kds (позднее заменен на Gnôme-Rhône 14Kfs), вооружение - два пулемета Vickers и две пушки Oerlikon. Первый полет в 1934 году. Демонстрировался на Парижском авиасалоне 1934 года. В начале 1936 года был продан Эфиопии, став тем самым единственным истребителем эфиопских ВВС, участвовавшим во второй итало-эфиопской войне 
PZL P.24/III - двигатель Gnôme-Rhône 14Kfs, вооружение - два пулемета Vickers и две пушки Oerlikon. В отличие от первых двух прототипов, сохранявших унаследованную от Р.7 и Р.11 открытую кабину, получил закрытую кабину (как на последующих серийных Р.24). Первый полёт в 1936 году. Демонстрировался на Парижском авиасалоне 1936 года.
PZL P.24H (1937) - двигатель Gnôme-Rhône 14N07. Первый полет в июне 1937 года. Образец для серийных Р.24F и P.24G. 

### Серийные модификации
PZL P.24A - двигатель Gnôme-Rhône 14Kfs, вооружение - два пулемета Colt-Browning и две пушки Oerlikon, бомбовая нагрузка - 50 кг. В 1936-1937 гг. для ВВС Турции PZL было построено 14 самолётов этой модификации. В 1937-1938 гг. также производился по польской лицензии на турецком авиазаводе TFK (Tayyare Fabricasi Kayserii).
PZL P.24B - двигатель Gnôme-Rhône 14Kfs, вооружение - четыре пулемета PWU FK wz.33, бомбовая нагрузка - 50 кг. Выпускалась в ноябре-декабре 1936 года для болгарских ВВС. Было выпущено 12 самолётов данной модификации.
PZL P.24C - двигатель Gnôme-Rhône 14Kfs, вооружение - четыре пулемета Colt-Browning, бомбовая нагрузка - 100 кг. В 1936-1937 гг. для турецких ВВС PZL было построено 26 машин данной модификации. В 1937-1938 гг. (наравне с версией Р.24А) производилась по лицензии турецким авиазаводом TFK.
PZL P.24E - двигатель IAR 14KIIc.32 (на поздних машинах IAR 14KIIIc.36), вооружение - четыре пулемета Browning FN, бомбовая нагрузка - 100 кг. Летом 1937 года было построено 5 машин для румынских ВВС. В 1938-1939 гг. на румынском авиазаводе IAR по польской лицензии было построено еще 25 машин. 
PZL P.24F - двигатель Gnôme-Rhône 14N07, вооружение - два пулемета Colt-Browning и две пушки Oerlikon. Подвес бомб конструктивно не предусматривался. Первый заказ (1937) был на 6 машин для греческих ВВС (выпущены в 1937 году), в 1938 году машины этой модификации заказала Болгария. Из заказанных 26 машин болгарского заказа 22 были переданы Болгарии в июне 1939 года а оставшиеся 4 машины были уничтожены во время налёта Люфтваффе на завод в Океце в сентябре 1939 года.
PZL P.24G - двигатель Gnôme-Rhône 14N07, вооружение -  четыре пулемета Colt-Browning. Подвес бомб конструктивно не предусматривался. В 1937-1938 гг. было построено 30 машин для греческих ВВС.

### Прочие модификации
PZL P.24D - заказанная Венгрией в 1936 году модификация с двигателем Gnôme-Rhône 14Kfs и вооружением в виде двух пулеметов и возможностью подвеса от 2 до 4 легких бомб. Модификация не строилась в связи с аннулированием заказа венгерской стороной.
PZL P.24H (1939) - модификация для польских ВВС, основанная на версии P.24G и получившая освободившийся в 1937 году индекс P.24H. Должна была иметь двигатель Gnôme-Rhône 14N07 и вооружение из четырех пулеметов. Начало серийного производства машин было запланировано на ноябрь 1939 года  
PZL P.24J - версия с двигателем Gnôme-Rhône 14N01, единственная недостроенная машина этой версии была захвачена немцами в качестве военного трофея и вскоре пущена на слом  

## Сохранившийся экземпляр
Один Р.24 выставлен в Стамбульском музее.